# Kerner
Kerner je sorta vinske trte, ki daje grozdje za istoimensko belo vino.
Kerner je sorta nemškega porekla, nastala s križanjem sort trollinger in renski rizling. 
Grozd kernerja je srednje velik in razvejan. Srednje debele in zelenkaste okrogle jagode niso nikoli zbite in imajo debelo kožico. Grozdje dosega visoko sladkorno stopnjo, kar je seveda dober potencial za vrhunsko vino. List je srednje velik, petdelen in narezan. 
Kerner se ponaša z zelo svežim okusom, ki je verjetno dediščina renskega rizlinga. Vino je sveže, plemenito, z izraženo sadnostjo, bogato s prijetno nežno svojstveno cvetico in rahlo na muškat spominjajočo aromo. Primeren je za posebne kakovosti in plemenitenje bolj revnih vin. Vino je slamnato rumenkaste barve z zelenimi odtenki. Zaradi značilne sortnosti in dozorelosti grozdja ga pogosto pridelujejo z ostankom naravnega nepovretega sladkorja kot polsladko ali sladko vino, lahko pa je tudi v polsuhi izvedbi s skoraj povsem povretim sladkorjem, kar je v veliki meri odvisno od letnika. Je vino višje alkoholne stopnje, ki neredko presega 13 vol %.
Najboljši je ohlajen na 8 – 10 °C, lepo pa se prilega k sladicam, sirom in jedem iz svinjine, teletine in jangjetine.